# مجموعة الجفالي
مجموعة الجفالي هي إحدى أبرز الشركات السعودية المتعددة النشاطات. يشمل نشاط المجموعة، التي يعود تأسيسها إلى سنة 1948، تجارة السيارات وقطاع الغيار، تجارة المواد الكيمياوية، الأجهزة المنزلية، بيع المعدات الصناعية، التأمين.

## المحفظة الاستثمارية والشركات التابعة
- الصناعات المعدنية العربية
- السعودية لصناعة الثلاجات
- شركة الخليج لصناعة الأكريليك
- مصنع الجفالي للتوتر المنخفض
- مصنع الجفالي لتجديد الإطارات
- الشركة الوطنية لصناعة السيارات
- الشركة السعودية لصناعة الجرارات
- الشركة السعودية لتصنيع أنظمة البناء
- الشركة السعودية لتصنيع مكيفات الهواء
- الشركة العربية للكيماويات[4]

## وصلات خارجية
- موقع الشركة
- مقال عن المجموعة في جريدة الشرق الأوسط